# Sankcje międzynarodowe w związku z wojną rosyjsko-ukraińską
     Rosja
     Państwa Unii Europejskiej, które nałożyły sankcje
     Państwa spoza Unii Europejskiej, które nałożyły sankcje

Państwa, które nałożyły sankcje na Rosję w następstwie aneksji Krymu w 2014 roku
Rosja
Państwa Unii Europejskiej, które nałożyły sankcje
Państwa spoza Unii Europejskiej, które nałożyły sankcje

Sankcje międzynarodowe w związku z wojną rosyjsko-ukraińską – sankcje nałożone na Rosję w związku z trwającą od 2014 r. wojną rosyjsko-ukraińską oraz rosyjskie działania odwetowe.

## Sankcje po aneksji Krymu i wybuchu wojny w Donbasie

### Sankcje nałożone na Rosję
W związku z konfliktem na Ukrainie Unia Europejska oraz Stany Zjednoczone nałożyły na Rosję pakiet sankcji sektorowych. Restrykcje dotyczyły sektora bankowego i energetycznego. Sankcje dotknęły wspierające destabilizację Ukrainy rosyjskie przedsiębiorstwa oraz zawieszone zostało finansowanie przez Europejski Bank Inwestycyjny oraz Europejski Bank Odbudowy i Rozwoju nowych projektów, realizowanych w Rosji. Sankcje ograniczały dostęp Rosji do niektórych technologii.
W marcu i w czerwcu 2014 r. Unia Europejska przyjęła dwa pakiety sankcji wobec Federacji Rosyjskiej, pierwszy był odpowiedzią na aneksję Krymu (luty 2014), drugi – na agresję zbrojną na wschodniej Ukrainie (która rozpoczęła się w kwietniu 2014 r.). Sankcje miały powstrzymać Rosję przed dalszymi agresywnymi działaniami. Przede wszystkim były jednak mocnym symbolicznym sygnałem, że Unia traktuje agresję wobec Ukrainy nie jako wewnętrzną rozgrywkę w ramach rosyjskiej strefy wpływów, lecz jako złamanie fundamentalnych zasad bezpieczeństwa na kontynencie.

### Rosyjskie embargo na produkty rolno-spożywcze
W odpowiedzi na nałożone sankcje Władimir Putin podpisał dekret stanowiący, iż od dnia 7 sierpnia 2014 zaczął obowiązywać roczny zakaz importu określonych towarów i surowców rolno-spożywczych do Rosji. Zakazem objęto towary pochodzące z państw Unii Europejskiej, USA, Australii, Norwegii i Kanady.
Zakaz ten można potraktować jako odpowiedź dla państw, które nałożyły lub przyczyniły się do nałożenia na Rosję sankcji gospodarczych, w związku z jej rolą w wojnie w Donbasie. Rosja zaczęła wykorzystywać embargo jako element walki politycznej z państwami, które sprzyjały Ukrainie i negowały legalność działań podejmowanych przez Rosję.

#### Lista produktów objęta zakazem importu
Zakaz importu obejmował swoim zasięgiem następujące grupy produktów:
- mięso (większość jego rodzajów) i produkty mięsne;
- ryby, skorupiaki i owoce morza;
- produkty mleczne (mleko, śmietana, maślanka, serwatka, masło, ser, twaróg);
- warzywa;
- owoce i orzechy;
- niektóre przetwory spożywcze z mąki, kasz, mączki, skrobi, ekstraktu słodowego, a także produktów mleczarskich, niezawierające kakao lub zawierające mniej niż 40% masy kakao[3].

#### Skutki embarga dla Polski
W przypadku Polski, wprowadzenie embarga zablokowało eksport do Rosji następujących produktów:
- jabłek, pomidorów, kapusty, pieczarek;
- serów, masła;
- wieprzowiny, drobiu.

Polska wielokrotnie była obejmowana zakazami eksportu do Rosji produktów rolno-spożywczych, które wprowadzano w latach 2005–2007 i w 2011 r.
Zakazy wprowadzane przez władze rosyjskie narażały na duże straty tysiące polskich eksporterów, a także rosyjskich odbiorców i przetwórców artykułów rolno-spożywczych, jednakże skutki wprowadzonego przez Rosję embarga nie okazały się aż tak dotkliwe, jak początkowo się obawiano. W największym stopniu embargiem został dotknięty sektor owoców i warzyw, mleczarski i mięsny. Wskazać należy, iż udział tych produktów objętych zakazem stanowił dużą część polskiego eksportu żywności do Rosji – aż 65%, przy czym w ujęciu całościowym udział produktów objętych embargiem w całkowitych przychodach sektora rolno-spożywczego wynosił jedynie 1,2%.
Na spadek eksportu żywności do Rosji, oprócz wprowadzonego embarga, przełożył się także spadek dynamiki PKB i osłabienie rubla oraz zakaz importu wieprzowiny w związku z afrykańskim pomorem świń (ASF).
Wielu krajowych producentów, nauczonych doświadczeniem poprzednich lat, podejmowało aktywne zabiegi na rzecz uniezależnienia się od wschodniego partnera, koncentrując się na sprzedaży swoich produktów na rynku krajowym i unijnym oraz poszukiwaniu nowych odbiorców spoza UE. Podjęte działania pozwoliły na zminimalizowanie strat związanych z wprowadzeniem embarga, gdyż pomimo spadku wartości eksportu do Rosji (z 1,36 mld euro do 370 mln euro), udało się zwiększyć cały polski eksport do rekordowego poziomu 21 mld euro, co dobitnie pokazuje, iż polscy eksporterzy stają się coraz bardziej konkurencyjni.
W celu zminimalizowania strat wywołanych embargiem, KE zdecydowała o wprowadzeniu od 18 sierpnia 2014 r. środków wsparcia dla producentów niektórych łatwo psujących się owoców i warzyw: pomidorów, marchwi, białej kapusty, papryki, kalafiorów, ogórków, pieczarek, jabłek, gruszek, czerwonych owoców, winogron deserowych i kiwi.
Środki te obowiązywały do końca listopada 2014 r., a ich wartość wyniosła 125 mln euro.

## Sankcje po inwazji w 2022 r.

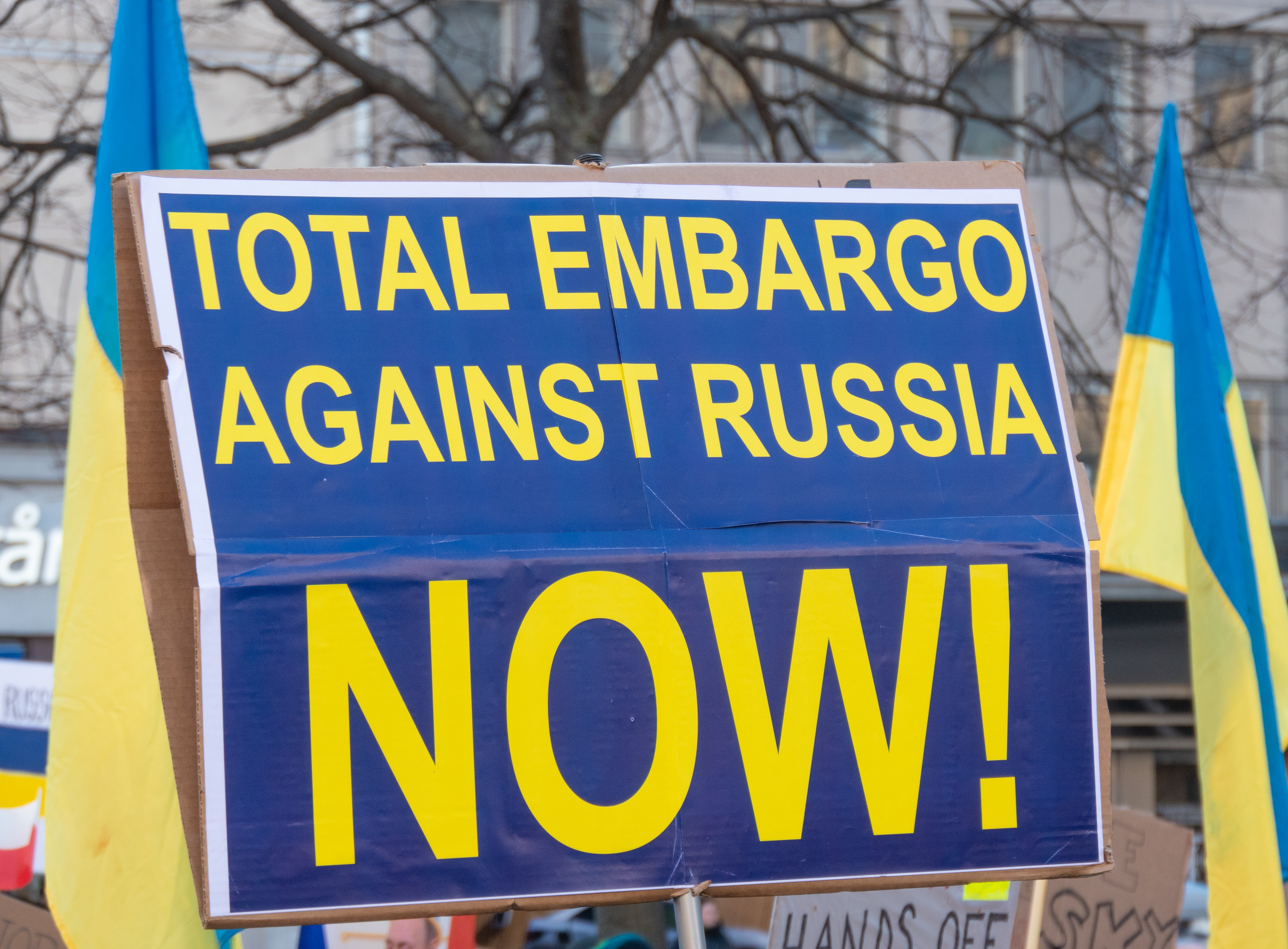
Transparent z protestu w Sztokholmie 27 lutego 2022

### Sankcje nałożone na Rosję
24 lutego 2022 Federacja Rosyjska rozpoczęła inwazję na Ukrainę. Przedstawiciele USA i UE zapowiedzieli wprowadzenie kolejnych pakietów sankcji, o co apelowały również ukraińskie władze. Pakiet sankcji utrudniających prowadzenie handlu międzynarodowego rozliczanego w dolarach i funtach wprowadziły Stany Zjednoczone oraz Wielka Brytania. Wśród sankcji znalazły się też takie kwestie jak odłączenia rosyjskich banków od systemu SWIFT, utrudnienie działalności rosyjskiego banku centralnego czy też zamknięcie przestrzeni powietrznej dla rosyjskich samolotów. Do różnego rodzaju działań podejmowanych przez USA, UE i Wielką Brytanię jeszcze w lutym 2022 dołączyła także Kanada, Szwajcaria i Japonia. Wprowadzenie sankcji wywołało m.in. wstrzymanie pracy rosyjskiej giełdy, gwałtowne zwiększenie obrotu gotówkowego, załamanie się kursu rubla oraz apele o wstrzymanie działań wojennych ze strony takich oligarchów jak Michaił Fridman czy Oleg Dieripaska.
W marcu 2022 Rosja stała się najbardziej obłożonym sankcjami krajem na świecie, wyprzedzając Iran i Koreę Północną.

#### Sankcje w branży lotniczej
Na mocy rozporządzenia 2022/328 Rada Unii Europejskiej nałożyła m.in. zakaz sprzedaży i przekazywania do Rosji statków powietrznych oraz części zamiennych. Na skutek tego w marcu przedsiębiorstwa leasingowe wypowiedziały zawarte z rosyjskimi przewoźnikami umowy leasingu samolotów, stanowiących ponad połowę ich floty. Z 515 samolotów leasingowanych od podmiotów zachodnich odzyskano jednak początkowo tylko 78, a większość nie została zwrócona przez przewoźników rosyjskich, lecz mogły być odtąd używane tylko na liniach wewnętrznych bez ryzyka ich zatrzymania. Zatrzymanie samolotów zostało uznane za kradzież w rezolucji Parlamentu Europejskiego z 5 maja 2022 roku. Co więcej, 12 marca 2022 roku władze lotnictwa cywilnego Bermudów (BCAA), gdzie była zarejestrowana większość leasingowanych samolotów, zawiesiły ich certyfikaty zdatności do lotu, a 15 marca analogicznie postąpiły władze lotnictwa Irlandii (IAA). W odpowiedzi na to jednak w marcu prezydent Rosji podpisał dekret umożliwiający umieszczenie leasingowanych statków powietrznych w rosyjskim rejestrze, bez ich wyrejestrowania z rejestrów prowadzonych przez BCAA i IAA, co stanowiło naruszenie norm międzynarodowego prawa lotniczego i uniemożliwiło używanie tych samolotów poza Rosją i państwami zaprzyjaźnionymi. Bezpieczna eksploatacja wszystkich samolotów zachodnich, łącznie ze stanowiącymi własność przewoźników rosyjskich, została nadto utrudniona przez odcięcie dostaw części zamiennych i usług obsługi technicznej.
1 października 2022 roku Rosja przegrała głosowanie o ponowny wybór do rady zarządzającej Organizacji Międzynarodowego Lotnictwa Cywilnego (ICAO) na zgromadzeniu ICAO w Montrealu, mimo zaliczenia jej do grupy krajów o głównym znaczeniu w transporcie lotniczym.

#### Blokady przestrzeni powietrznych i blokady morskie
25 lutego jako pierwsza Wielka Brytania, a następnie Polska, Bułgaria i Czechy zakazały rosyjskim liniom lotniczym i samolotom prywatnym korzystania ze swojej przestrzeni powietrznej. Wkrótce dołączyły do tego zakazu także Mołdawia, Estonia, Rumunia, Słowenia, Łotwa i Litwa. Ten sam krok zapowiedziały 27 lutego Finlandia, Szwecja, Dania, Niemcy (na okres 3 miesięcy), Włochy, Belgia, Austria i Irlandia, 28 lutego przestrzeń powietrzną zamknęła Grecja i Cypr. W sumie praktycznie cała przestrzeń nad Europą, a poza nią także nad Kanadą i USA, została zamknięta dla samolotów rosyjskich. Rosjanie w odpowiedzi zamknęli swoją przestrzeń powietrzną najpierw dla przewoźników z krajów, które zainicjowały blokadę (Wielkiej Brytanii, Bułgarii i Polski), a następnie dla wszystkich 36.
Największy rosyjski przewoźnik krajowy, S7 Airlines, ogłosił, że odwołuje wszystkie loty do Europy, a amerykański przewoźnik Delta Air Lines ogłosił, że zawiesił współpracę z Aerofłotem. Aerofłot odcięty został 3 marca od Globalnego Systemu Dystrybucji, umożliwiającego dokonywanie rezerwacji lotów i ich zakupu na loty zagraniczne i krajowe.
28 lutego swoje porty dla rosyjskich statków zamknęła Wielka Brytania. 1 marca to samo uczyniła Kanada, rozszerzając przy tym blokadę na kanadyjskie wody terytorialne.

### Sankcje wobec rosyjskich oligarchów
W związku z agresją Rosji na Ukrainę sankcjami zostali również objęci m.in. miliarderzy powiązani z reżimem Putina. Sankcje Unii Europejskiej objęły 862 osoby, natomiast USA 446 osób. W ramach ograniczeń wprowadzono m.in. zakaz prowadzenia rosyjskich depozytów powyżej 100 tys. euro w bankach UE, rachunków prowadzonych przez centralne depozyty papierów wartościowych UE oraz zakaz sprzedaży papierów wartościowych denominowanych w euro klientom rosyjskim. Ponadto rosyjscy biznesmeni, dyplomaci i urzędnicy nie mogą korzystać z przepisów o ułatwieniach wizowych, które umożliwiają uprzywilejowany dostęp do UE. Sankcjami zostali objęci m.in. Aleksander Szulgin, Boris Rotenberg, Said Kerimow oraz Aleksiej Mordaszow.

### Sankcje odwetowe Rosji
Dekret z 28 lutego zakazuje rezydentom Rosji (m.in. osobom przebywającym na terenie Rosji przez co najmniej 183 dni w roku) przelewania obcych walut na konta w zagranicznych bankach i instytucjach finansowych oraz dokonywania przelewów za pomocą elektronicznych środków płatniczych zagranicznych dostawców bez otwierania rachunku bankowego.
1 marca, ze skutkiem od 2 marca, Putin zadekretował, że obywatele państw „nieprzyjaznych Rosji i jej obywatelom” potrzebują do dokonania transakcji rosyjskimi papierami wartościowymi, nieruchomościami oraz pożyczkami i kredytami w rublach zezwolenia komisji rządu Rosji ds. kontroli inwestycji zagranicznych. Komisja ta może też ustalać warunki, po których spełnieniu cudzoziemiec związany z państwem „nieprzyjaznym” Rosji będzie mógł sprzedać lub kupić w Rosji papiery wartościowe i nieruchomości lub zaciągnąć pożyczkę. Ten sam dekret zakazuje wywozu z Rosji waluty obcej w ilości przekraczającej równowartość 10 tys. USD.
Inny dekret Putina stanowi, że od kwietnia odbiorcy rosyjskiego gazu z państw „nieprzyjaznych” Rosji mają obowiązek płacić za dostarczany surowiec w rublach, nawet jeżeli kontrakty przewidują zapłatę w euro lub dolarach. Importerzy, którzy się do tego obowiązku nie zastosują, mają nie otrzymać zakontraktowanego gazu.
W grudniu 2022 roku weszło w życie embargo na sprowadzanie drogą morską rosyjskiej ropy naftowej do krajów oraz ustalony przez państwa grupę G7, UE i Australię limit ceny rosyjskiej ropy naftowej transportowanej drogą morską w wysokości 60 dolarów za baryłkę.